# Moulin de la Saulaie
Le moulin de la Saulaie est un moulin à vent situé à Candé, commune française de Maine-et-Loire. Il est situé à la sortie de la ville et il fait partie du domaine du château de La Saulaie. Construit en schiste, ce moulin est tout à fait typique des moulins-tours d'Anjou.

## Localisation
Le moulin se trouve à la sortie de la ville de Candé, sur la route de Freigné. Il surplombe la porte Océane, élément de la rocade candéenne. Le moulin jouxte le faubourg de Beaulieu, et les deux ont autrefois fait partie de la paroisse puis commune de Freigné. Le moulin a été rattaché à Candé en 1955, date à laquelle la surface communale a été largement étendue sur Freigné, Angrie et La Cornuaille.

## Description
Le moulin de la Saulaie est un moulin à vent en forme de tour ronde. Il est construit en schiste, pierre très abondante à Candé et dans les environs. Le toit est en ardoise. L'édifice est construit sur une éminence rocheuse dominant le château de La Saulaie.
Le moulin est désaffecté, en mauvais état et fermé au public. Il comprend trois étages vides. Le toit pivotant est affaissé sur son chemin de roulement. Le moulin a toutefois conservé une partie de ses ailes Berton en bois ainsi que son arbre mécanique.
Le guivre ou bras d'orientation, en bois, est bien conservé. Il permettait de faire pivoter le toit et les ailes depuis le sol. La majorité des moulins du Segréen ont perdu cet élément car il a été remplacé dans sa fonction par un treuil ou un moulinet mécanique au XIXe siècle.

## Historique
Un moulin existe à la Saulaie depuis au moins 1437, date d'une première mention écrite. Cette mention se trouve dans un texte de bail que fit le seigneur de la Saulaie à un certain Jean Hullin, meunier. Le texte précise que le moulin se trouve sur le tertre de Rochentmelle, toponyme qui n'est plus utilisé depuis le XVe siècle.
Le territoire actuel de Candé a compté jusqu'à 17 moulins au cours de l'histoire. Huit d'entre eux étaient des moulins à vent. Les premiers prototypes étaient des moulins-chandeliers, c'est-à-dire qu'ils étaient construits en bois et pivotaient sur un socle. Ainsi, c'était tout le moulin qui se tournait au vent, et pas seulement le toit et les ailes.
Le moulin de la Saulaie tel qu'il existe actuellement n'a pas été construit avant le XVIIe siècle ou le XVIIIe siècle. Son aspect antérieur n'est pas connu. Il a été rehaussé de deux mètres en 1865, année à laquelle furent installées des ailes Berton. Ces ailes, élaborées en Anjou vers 1840, ont été une innovation importante car elles s'ouvrent et se ferment mécaniquement depuis l'intérieur du moulin. Auparavant, le meunier devait procéder manuellement depuis l'extérieur. Comme le meunier n'a plus besoin de manier les ailes directement, celles-ci peuvent être plus élevées pour profiter de vents plus puissants, c'est pourquoi le moulin a été surélevé.
L'édifice est inscrit au titre des monuments historiques en 1975.